# Segmentina calatha
Segmentina calatha е вид охлюв от семейство Planorbidae. Видът не е застрашен от изчезване.

## Разпространение
Разпространен е в Индия (Асам, Бихар, Джаму и Кашмир, Западна Бенгалия, Манипур, Мегхалая, Утар Прадеш и Утаракханд), Мианмар, Непал, Тайланд и Шри Ланка.

## Описание
Популацията на вида е стабилна.